# Marleen Veldhuis
Magdalena Johanna Maria ("Marleen") Veldhuis, född den 29 juni 1979 i Borne, är en nederländsk simmare som sedan 2004 tillhört världseliten i frisim.
Veldhuis deltog vid olympiska sommarspelen 2004 där hennes bästa placering blev en bronsmedalj på 4 x 100 meter fritt. I Peking 2008 tog hon guld på samma sträcka och i 
London 2012 en silvermedalj.
Vid VM på långbana har hon som bäst vunnit två silvermedaljer på 50 meter fritt vid VM 2005 och 100 meter fritt vid VM 2007. 
På kortbana har hon varit mer framgångsrik med sex guldmedaljer vara av tre i lagkapp. På 50 meter fritt på kortbana innehar hon världsrekordet med tiden 23,25 noterat på VM i Manchester 2008. Hon hade även världsrekordet på långbana under fem dagar i mars 2008 innan tiden slogs av Australiens Libby Trickett.